# Girls' Generation II ~Girls & Peace~
Girls' Generation II ~Girls & Peace~ é o segundo álbum de estúdio em japonês (quinto no geral) do grupo feminino sul-coreano Girls' Generation, lançado em 28 de novembro de 2012 através da Nayutawave Records. Girls & Peace foi o primeiro lançamento com todas as integrantes desde seu terceiro álbum de estúdio em coreano The Boys (2011), após o grupo ter entrado em um semi-hiato para focar em suas atividades individuais na Coreia do Sul. Enquanto isso, Girls' Generation-TTS, a primeira sub-unidade do grupo, foi criada. Continuando o som influenciado pelo electropop de seu primeiro álbum de estúdio em japonês, Girls & Peace apresenta uma ampla gama de contribuições de produtores, incluindo o colaborador de longa data Kenzie, bem como vários novos produtores, entre eles Miles Walker, Deekay e Dapo Torimiro. O álbum vendeu mais de 116.000 cópias em sua primeira semana, alcançando a terceira posição da Oricon Album Chart e, desde então, recebeu um certificado de platina da Recording Industry Association of Japan (RIAJ).
O álbum foi precedido por três singles: "Paparazzi" e "Oh!" alcançaram o topo da Japan Hot 100, com a última também atingindo o topo da Oricon Singles Chart. "Flower Power" alcançou a sexta colocação da Hot 100 e a quinta da Oricon. O grupo promoveu o álbum através de vários programas musicais e de variedade japoneses, incluindo Hey! Hey! Hey! Music Champ e Music Lovers, bem como por meio da turnê Girls & Peace Japan 2nd Tour, realizada entre fevereiro e abril de 2013.

## Antecedentes
Em junho de 2011, o grupo lançou seu álbum de estreia japonês, Girls' Generation, que recebeu grande aclamação crítica e comercial. O álbum foi certificado por um milhão de cópias vendidas a varejistas japoneses, e as fez se tornar o segundo artista coreano a alcançar esse feito após a companheira de gravadora BoA. Elas retornaram com um lançamento coreano no mesmo ano com The Boys, que permitiu ao grupo solidificar seu domínio em ambos os mercados. O álbum chegou a vender mais de 400 mil cópias em seis meses, quebrando recordes da Gaon Chart. Após o lançamento de "The Boys", o grupo passou a promover a versão em inglês da faixa-título em toda a Europa e nos Estados Unidos, mais notavelmente no Late Show with David Letterman e Live! with Kelly em 31 de janeiro e 1º de fevereiro de 2012, marcando a primeira apresentação de um ato musical coreano na televisão americana sindicada. O grupo, então, teve um semi-hiato para seguir com atividades solo em seu país de origem. Durante este tempo, o grupo também formou o TaeTiSeo. A primeira sub-unidade, conhecida por suas escolhas de moda únicas e foco vocal, inclui as integrantes Taeyeon, Tiffany e Seohyun, que lançou seu EP de estreia Twinkle em maio de 2012, vendendo mais de 140 mil cópias até julho de 2012. Em maio de 2012, a integrante Jessica revelou durante uma entrevista com a revista Elle Korea que o grupo estava trabalhando no álbum, declarando, "Nosso álbum em japonês será lançado no segundo semestre do ano. Estamos trabalhando muito para isso".

## Lançamento e promoção
O segundo álbum em japonês do grupo, Girls' Generation II ~Girls & Peace~, está programado para ser lançado em 28 de novembro de 2012. O álbum será precedido pelo single "Flower Power", cujo lançamento está previsto para 21 de novembro de 2012.
Girls Generation embarcará para sua segunda turnê japonesa em 2013 para promover seu segundo álbum em japonês.O álbum foi formalmente anunciado juntamente com a sua lista de faixas em 1º de novembro de 2012.

## Composição
"Paparazzi" foi escrita pelos compositores suecos Fredrik Thomander e Johan Becker, e produzida pelo norte-americano Miles Walker. Junji Ishiwatari forneceu a escrita adicional. A versão japonesa de "Oh!" foi escrita por Nozomi Maezawa, Kim Jungbae, Kim Younghu e Kenzie. Junji Ishiwatari, Sebastian Thott, Didrik Thott e Robin Lerner escreveram "All My Love Is for You". "Flower Power" é um número de dance pop uptempo, tendo influências do electropop e electronica, com uma linha do baixo "fluida", com um refrão sexy, demonstrando o "lado sexy" do Girls' Generation, ao contrário do título do single. Liricamente, a canção descreve "os movimentos estratégicos entre um homem e uma mulher na pista de dança", cantada pelo grupo com "o som e a luz de uma atmosfera chamativa".

## Singles
"Paparazzi" foi lançado como single líder do álbum em 26 de junho de 2012. Manteve o grande sucesso dos lançamentos japoneses do grupo, estreando na primeira posição no Japan Hot 100 e alcançando o segundo lugar na parada semanal da Oricon, com vendas na semana de abertura somando mais de 92 mil cópias. "Paparazzi" foi lançado na Coreia do Sul dois meses depois, em 16 de agosto de 2012. O single ajudou a impulsionar as vendas físicas no país para 647.000 cópias.
"Oh! / All My Love Is For You" serviu como segundo single, sendo lançado em 26 de setembro de 2012. O single de A-side duplo conta com um remake em japonês de "Oh!" (2010), bem como uma canção original intitulada "All My Love Is for You" que aparece no álbum. "Oh! / All My Love Is For You" também alcançou o topo da Japan Hot 100, bem como na parada semanal da Oricon.
"Flower Power" está previsto para ser lançado como terceiro single do álbum em 21 de novembro de 2012. Originalmente agendado para ser lançado em 14 de novembro, o single foi adiado para 21 de novembro, devido a questões de produção. O single contém um B-side intitulado "Beep Beep", que não aparece no álbum, assim como um megamix das faixas de Girls & Peace.

## Edições
O álbum será lançado originalmente em três edições diferentes: Edição Limitada em DVD, Edição Limitada de Luxo e a Edição Regular.
A primeira Edição Limitada vem com um livreto de fotos de 32 páginas e um DVD bônus com 4 vídeos musicais, que são: "Paparazzi", "Oh!", "All My Love Is for You," e "Flower Power".
A primeira Edição Limitada de Luxo vem embalado em uma caixa. Ele vem com um notebook de viajante (com etiqueta), um conjunto de nove pôsteres individuais das integrantes (dobrado), um livro de fotos (edição de luxo) com 40 páginas, bem como um DVD bônus contendo sete vídeos musicais, que são: "Paparazzi", "Oh!", "All My Love Is for You, "Flower Power", versão de ouro de "Paparazzi", versão de dança de "Oh!" e versão de dança de "Flower Power".
A edição regular de Girls' Generation II ~Girls & Peace~ contém apenas o álbum em CD.

## Lista de faixas
| CD  |                          |                                                               |                 |         |  |
| N.º | Título                   | Compositor(es)                                                | Produtor(es)    | Duração |  |
| 1.  | "Flower Power"           |                                                               |                 | 3:18    |  |
| 2.  | "Animal"                 |                                                               |                 | 3:08    |  |
| 3.  | "I'm a Diamond"          |                                                               |                 | 2:57    |  |
| 4.  | "Reflection"             |                                                               |                 | 3:50    |  |
| 5.  | "Stay Girls"             |                                                               |                 | 3:21    |  |
| 6.  | "T.O.P"                  |                                                               |                 | 3:38    |  |
| 7.  | "Boomerang"              |                                                               |                 | 2:51    |  |
| 8.  | "Oh!"                    | Kenzie, Nozomi Maezawa, Kim Jungbae, Kim Younghu              | Kenzie          | 3:08    |  |
| 9.  | "All My Love Is for You" | Junji Ishiwatari, Sebastian Thott, Didrik Thott, Robin Lerner | Sebastian Thott | 3:43    |  |
| 10. | "Paparazzi"              | Fredrik Thomander, Johan Becker, Junji Ishiwatari             | Miles Walker    | 3:46    |  |
| 11. | "Girls & Peace"          |                                                               |                 | 3:20    |  |
| 12. | "Not Alone"              |                                                               |                 | 3:32    |  |

| DVD (Edição limitada Tipo A) |                                                  |         |  |
| N.º                          | Título                                           | Duração |  |
| 1.                           | "Paparazzi" (Vídeo musical)                      |         |  |
| 2.                           | "Oh!" (Vídeo musical)                            |         |  |
| 3.                           | "All My Love Is for You" (Vídeo musical)         |         |  |
| 4.                           | "Flower Power" (Vídeo musical)                   |         |  |
| 5.                           | "Paparazzi" (Vídeo musical - Versão de Ouro)     |         |  |
| 6.                           | "Oh!" (Vídeo musical - Versão de Dança)          |         |  |
| 7.                           | "Flower Power" (Vídeo musical - Versão de Dança) |         |  |

| DVD (Edição limitada Tipo B) |                                          |         |  |
| N.º                          | Título                                   | Duração |  |
| 1.                           | "Paparazzi" (Vídeo musical)              |         |  |
| 2.                           | "Oh!" (Vídeo musical)                    |         |  |
| 3.                           | "All My Love Is For You" (Vídeo musical) |         |  |
| 4.                           | "Flower Power" (Vídeo musical)           |         |  |

## Histórico de lançamento
| País  | Formato              | Data                   | Distribuidora      | Edição                                                                     |
| ----- | -------------------- | ---------------------- | ------------------ | -------------------------------------------------------------------------- |
| Japão | CD, download digital | 28 de novembro de 2012 | Nayutawave Records | Primeira Edição Limitada de Luxo, Primeira Edição Limitada, Edição Regular |